# Francisco Darnís Vicente
Francisco Darnís Vicente   (Barcelona, 12 de gener de 1910 - Barcelona, 8 de març de 1966) fou un dibuixant de còmics català, reconegut, sobretot, per ser el co-creador del còmic El Jabato, amb el guionista Víctor Mora, el 1958, per a l'Editorial Bruguera.

## Biografia i obra
Treballà com a ebenista i com afinador de pianos, activitat a la qual es dedicava el seu pare, fins que un aparatós accident el mantingué inactiu, moment en què començà a dibuixar. Fou alumne de Josep Segrelles, tot i que va ser, pràcticament, autodidacte. Declarat admirador d'Alex Raymond, la seva influència es pot percebre a la majoria de les seves obres. Era molt aficionat a la música, la tecnologia i a la fotografia. Feia moltes fotografies i les revelava ell mateix. Signà els seus treballs com a Darnix, Franc Darnís o Darnís.
A finals dels anys 20 es treballà calcant historietes angleses per a l'editorial Marco, cosa que li va permetre agafar soltesa. Inicià la seva carrera el 1928 a la revista Rin Tin Tin amb la historieta Nuevas aventuras de Corazón Leal. Després d'aquesta vindrien infinitat de col·leccions com Hazañas del Oeste, La risa infantil, El Coyote, El campeón, Hazañas Bélicas, col·laborant amb diverses editorials com Marco, Ediciones Toray o Bruguera. Els anys 40 marxà 3 anys a fer el servei militar. En tornar treballà il·lustrant portades de novel·les populars.
La seva consagració arribaria el 1958, quan des de la col·lecció Superaventuras es vol buscar un recanvi a El Cachorro i, seguint els patrons marcats per El Capitán Trueno, se li encarrega a Víctor Mora una sèrie “de romans” per aprofitar l'èxit de les superproduccions cinematogràfiques de l'època. El nou heroi serà El Jabato, un iber renegat i llibertari que combat contra l'Imperi Romà.
Francisco Darnís (tal com el va succeir a Ambrós amb El Capitán Trueno) es va veure obligat a usar ajudants a la col·lecció El Jabato. Així Luis Ramos, Jaume Juez i Castellà –contribuint de manera important-, Luis Coch, Joan Escandell Torres, Juan Martínez Osete, Manuel Carregal o Víctor Arriazu (bàsicament els mateixos que col·laboraven a El Capitán Trueno), foren els diferents entintadors i, sovint, portadistes de la saga. L'autor es dedicava al llapis i només entintava les cares. Totes les cares editades foren seves.
El seu estil demostra el gust per l'anatomia humana, la captació fidel del moviment i la facilitat per dibuixar animals en moviment. Contràriament al més comú, no dibuixava primer els personatges i després el fons sinó al contrari. Començava per qualsevol racó dibuixant la selva o el vaixell i, finalment, dibuixava els personatges.
També col·laborà amb José Llobera i Román Oltra a la seva obra Dibujo de historietas d'Ediciones AFHA, aportant, a una llarga entrevista, una anàlisi de la seva forma de treballar i del seu estil.
Francisco Darnís, va morir a Barcelona el 8 de març del 1966 i és enterrat al Cementiri de les Corts de Barcelona (Departament 3r, via 4, nínxol 136).